# Man/vrouw-firma
De term man/vrouw-firma wordt in Nederland gebruikt om de vennootschap onder firma aan te duiden die bestaat uit twee vennoten die tevens elkaars fiscale partner zijn.
De term dateert uit de tijd dat het ging om een echtpaar dat altijd bestond uit een man en een vrouw. Dit kan fiscaal voordeliger zijn dan de situatie waar een van beiden als ondernemer geldt en de andere als medewerker, omdat belastingvoordelen voor ondernemers door beiden kunnen worden genoten. Een nadeel van de man/vrouw-firma is dat beide vennoten hoofdelijk aansprakelijk zijn voor de schulden van de firma. Eventueel tussen de partners bestaande huwelijkse voorwaarden doen daar niet aan af. Als de bedoeling van de huwelijkse voorwaarden was dat alleen de ene partner aansprakelijk is voor de schulden van de zaak dan kan dit een reden zijn voor de partners om af te zien van het vormen van de man/vrouw-firma.
De partner moet volwaardig en op hetzelfde niveau meewerken in de onderneming, om in aanmerking te komen voor de belastingvoordelen. Ondersteunende werkzaamheden van de partner zijn niet voldoende. Daarnaast mag een privé-relatie niet doorslaggevend zijn bij het aangaan van de zakelijke relatie. Anders geformuleerd: de zakelijke relatie met de partner moet zodanig zijn, dat die ook met een derde zou kunnen zijn aangegaan.